# Куриленко Ольга Костянтинівна
Ольга Костянтинівна Куриленко (фр. Olga Kurylenko; нар. 14 листопада 1979, Бердянськ, Запорізька область, Україна) — французька акторка та модель українського походження.
Зіграла у двох екранізаціях за мотивами ігор «Хітмен», «Макс Пейн» і в продовженні популярної серії Джеймса Бонда «Квант милосердя», а також у пригодницько-фантастичному бойовику «Світ забуття».

## Життєпис і кар'єра
Народилася 14 листопада 1979 року на півдні України, у місті Бердянську Запорізької області.
Батько, Костянтин Куриленко, залишив сім'ю незабаром після її народження. Росла в бідності, у радянській комунальній квартирі. Після розлучення її мати, Марина Алябішева, працювала вчителькою малювання, Ольгу виховувала бабуся Раїса. В молодості Ольга жила в чотирикімнатній комунальній квартирі разом із шістьма сусідами та кількома дітьми.
Коли Ользі було 13 років, вона з матір'ю поїхала на канікули до Москви. Там до неї на станції метро підійшла модельна агентка та запропонувала роботу. Спочатку мати Ольги була налаштована негативно, але врешті Ольга прийняла пропозицію та почала відвідувати курси моделей у Москві. Разом із тим вона вивчала мистецтво, мови, гру на фортепіано й танці. Наступні три роки їздила між Москвою і Бердянськом.
У 16 років Ольга поїхала до Парижа, за 6 місяців вивчила французьку і почала працювати в модельній агенції Madison. Вона з'явилась на обкладинці журналу Glamour, коли їй було 18. Одразу після цього її фото були на обкладинках журналів Elle, Madame Figaro, Marie Claire, Vogue, незабаром вона стала обличчям компаній Lejaby, Bebe clothing, Clarins and Helena Rubinstein.
У 2000 році Ольга Куриленко одружилася з французьким фотографом Седриком Ван Молем, шлюб тривав два роки. Після цього вона отримала свободу, а французький паспорт дозволив їй мандрувати й працювати на Заході. Згодом Куриленко пішла до акторської агенції і відмовилась від кар'єри моделі на користь кінематографа. ЇЇ акторська кар'єра стрімко пішла вгору.
2005 року вона дебютувала як Іріс у фільмі «Безіменний палець» (2005) режисерки Діани Бертран.
Кінематографічні ролі Куриленко були відверто еротичними. Вона знялася у фільмах «Париж, я люблю тебе» (2006) та «Змія» (2006), а потім зіграла росіянку Ніку Вороніну у фільмі «Хітмен» (англ. Hitman, 2007).
У 2006—2007 роках перебувала у шлюбі з американським підприємцем Деміаном Габрієллом.
Зіграла Каміллу, дівчину Джеймса Бонда, у фільмі «Квант милосердя» (2008). Затвердження Куриленко на роль дівчини Бонда зробило її відомою на весь світ — вона стала першою українкою, яка обійшла в кастингу на цю роль таких акторок, як Кемерон Діаз, Сієнна Міллер та багатьох інших.
У 2009 році акторка переїхала до Лондона. У червні 2010 року розпочалися зйомки франко-українського фільму «Земля забуття», який розповідає про вплив Чорнобильської катастрофи на долі людей. Одну з головних ролей у фільмі грала Ольга Куриленко — це були її перші зйомки в Україні.
2013 року Куриленко та її компаньйон Том Круз представили новий фантастичний фільм «Світ забуття».
3 жовтня 2015 року Куриленко народила сина Александра Марка Гораціо від британського письменника Макса Беніца, з яким на той час була у стосунках.
У 2017 році знялася у політичній сатиричній стрічці Армандо Іаннуччі "Смерть Сталіна" в ролі радянської піаністки Марії Юдіної. Фільм мав успіх у критики. Наступного року вона знялася в епічному пригодницькому фільмі Террі Гілліама "Людина, яка вбила Дон Кіхота" (2018) з Адамом Драйвером і Джонатаном Прайсом, прем'єра якого відбулася на Каннському кінофестивалі 2018 року. Вона також втілила баронесу Роксану де Жіверні у фільмі "Імператор Парижа" та російську шпигунку у комедійній стрічці "Джонні Інгліш знову завдає удару" (2018) з Роуеном Аткінсоном.
15 березня 2020 року Куриленко повідомила, що їй діагностовано COVID-19, і що вона вже тиждень перебуває в ізоляції вдома у Лондоні та що головні її симптоми — підвищена температура і слабкість. 20 березня акторка повідомила, що стан її стабілізувався й вона одужала.
У 2021 році вона знялася в екшн-трилері "Вартовий". Того ж року вона зіграла Антонію Дрейков / Таскмастер у фільмі "Чорна вдова" кіновсесвіту Marvel. У жовтні вона отримала роль у комедійному фільмі про пограбування "Спека" разом з Доном Джонсоном.

## Критика і погляди

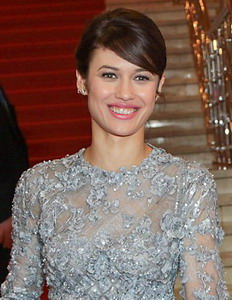
Ольга Куриленко в 2013 році

У 2015 році в інтерв'ю іспанському виданню «El Mundo» Ольга Куриленко висловилася щодо війни на сході України наступним чином:
|  | Чесно кажучи, все це викликає у мене сум. Ми, росіяни і українці, — один і той же народ — слов'яни. Ми нічим одне від одного не відрізняємося. Того, що відбувається, не повинно бути між братами і сестрами. Так що це абсурдно, як і всі війни без винятку. Хоча завжди зазначається, що переможець є, але на практиці ним ніхто не є. Оскільки люди гинуть і з того, і з іншого боку, і це величезне нещастя. У кожній війні гинуть тисячі людей. Заради чого? Заради мінімальної зміни? А іноді навіть і цього не буває. Воно того не варте. Оригінальний текст (ісп.) Todo me resulta francamente triste. Rusos y ucranianos somos la misma gente, eslavos. No nos diferenciamos en nada. Lo que está pasando no debería ocurrir entre hermanos y hermanas. Así que es absurdo, como todas las guerras sin excepción. En serio, en los conflictos, y esto también se ve en El maestro del agua, nunca hay un auténtico ganador. Aunque siempre se acepte que hay un vencedor, en la práctica nadie lo es. Porque la gente muere en ambos bandos, y eso es una desgracia enorme. En cada guerra se pierde a miles de personas. ¿Por qué? ¿Por un cambio mínimo? Y a veces ni siquiera a cambio de eso. No merece la pena. |

У травні 2020 року акторка заявила, що не вважає себе українкою, а її ДНК-тест показує «слов'янське» походження. Ця заява спричинила скандал в українському інформаційному просторі.
У лютому 2022 року Ольга Куриленко, однак, виступила проти вторгнення Росії до України.

## Фільмографія

### Кінофільми
| Рік  |   | Українська назва                 | Оригінальна назва                    | Роль                           |
| ---- | - | -------------------------------- | ------------------------------------ | ------------------------------ |
| 2005 | ф | Безіменний палець                | фр. L'Annulaire                      | Іріс                           |
| 2006 | ф | Париже, я люблю тебе             | фр. Paris, je t'aime                 | вампір                         |
| 2006 | ф | Змія                             | фр. Le Serpent                       | Софія                          |
| 2007 | ф | Хітмен                           | англ. Hitman                         | Ніка Вороніна                  |
| 2008 | ф | Макс Пейн                        | англ. Max Payne                      | Наташа Сакс                    |
| 2008 | ф | Квант милосердя                  | англ. Quantum of Solace              | Камілла                        |
| 2008 | ф | На моєму заході                  | фр. À l'est de moi                   | російська проститутка          |
| 2009 | ф | Стіни                            | Kirot (англ. The Assassin Next Door) | Галя                           |
| 2010 | ф | Центуріон                        | англ. Centurion                      | Етейн                          |
| 2011 | ф | Там мешкають дракони             | англ. There Be Dragons               | Ільдіко                        |
| 2011 | ф | Земля забуття                    | фр. La terre outragée                | Аня                            |
| 2012 | ф | Експат                           | англ. The Expatriate                 | Анна Брандт                    |
| 2012 | ф | До дива                          | англ. To the Wonder                  | Марина                         |
| 2012 | ф | Сім психопатів                   | англ. Seven Psychopaths              | Анжела                         |
| 2013 | ф | Світ забуття                     | англ. Oblivion                       | Юлія Русакова                  |
| 2014 | ф | Імперії глибин                   | англ. Empires of the Deep            | королева русалок               |
| 2014 | ф | Академія вампірів: Кровні сестри | англ. Vampire Academy: Blood Sisters | Еллен Кірова                   |
| 2014 | ф | Людина листопада                 | англ. November Man                   | Еліс                           |
| 2014 | ф | Шукач води                       | англ. The Water Diviner              | Ейше                           |
| 2015 | ф | Ідеальний день                   | англ. A Perfect Day                  | Катя                           |
| 2015 | ф | Прискорення                      | англ. Momentum                       | Алекс Фаррадей                 |
| 2016 | ф | Двоє у всесвіті                  | італ. La corrispondenza              | Емі Райан                      |
| 2017 | ф | Смерть Сталіна                   | англ. The Death of Stalin            | Марія Юдіна                    |
| 2017 | ф | Гульвіса                         | англ. Gun Shy                        | Шейла                          |
| 2018 | ф | Чоловік, який вбив Дон Кіхота    | англ. The Man Who Killed Don Quixote | Джекі                          |
| 2018 | ф | За подих від тебе                | фр. Dans la brume                    | Анна                           |
| 2018 | ф | Мара                             | англ. Mara                           | Кейт Фуллер                    |
| 2018 | ф | Агент Джонні Інгліш: Нова місія  | англ. Johnny English Strikes Again   | Офелія                         |
| 2018 | ф | Імператор Парижа                 | фр. L'Empereur de Paris              | Баронеса Роксана Живерні       |
| 2019 | ф | П'ятнадцять хвилин війни         | фр. L'intervention                   | Джейн Андерсен                 |
| 2019 | ф | Кімната бажань                   | англ. The Room                       | Кейт                           |
| 2019 | ф | Кур'єр                           | англ. The Courier                    | Кур'єр                         |
| 2019 | ф | Перекладачі                      | фр. Les traducteurs                  | Катерина Анісінова             |
| 2020 | ф | Затока тиші                      | англ. The Bay of Silence             | Розалінда                      |
| 2021 | ф | Чорна вдова                      | англ. Black Widow                    | Антонія Дрейкова / Спостерігач |
| 2022 | в | Білий слон                       | англ. White Elephant                 | Ванесса Флінн                  |
| 2022 | ф | Принцеса                         | англ. The Princess                   | Кай                            |
| 2023 | ф | Евакуація 2                      | англ. Extraction 2                   | Міа                            |
| 2023 | ф | Королева Боудіка                 | англ. Boudica: The Queen of War      | Боудіка                        |
| 2024 | ф | Керівник резидентури             | англ. Chief of Station               | Крістіна Коверські             |
| 2025 | ф | Громовержці*                     | англ. Thunderbolts*                  | Антонія Дрейкова / Спостерігач |

### Телебачення
| Рік       |    | Українська назва   | Оригінальна назва       | Роль       |
| --------- | -- | ------------------ | ----------------------- | ---------- |
| 2001      | с  | Ларго              | англ. Largo Winch       | Кароль     |
| 2006      | тф | Амулет             | фр. Le Porte-bonheur    | Софія      |
| 2007      | с  | Небезпечні секрети | англ. Suspectes         | Єва Пірес  |
| 2010      | с  | Тиранія            | англ. Tyranny           | Міна Харуд |
| 2012—2013 | с  | Чарівне місто      | англ. Magic city        | Віра Еванс |
| 2022      | с  | Держзрада          | англ. Treason           | Кара       |
| 2023      | с  | З грошей і крові   | фр. D'argent et de sang | Джулія     |

## Нагороди та номінації

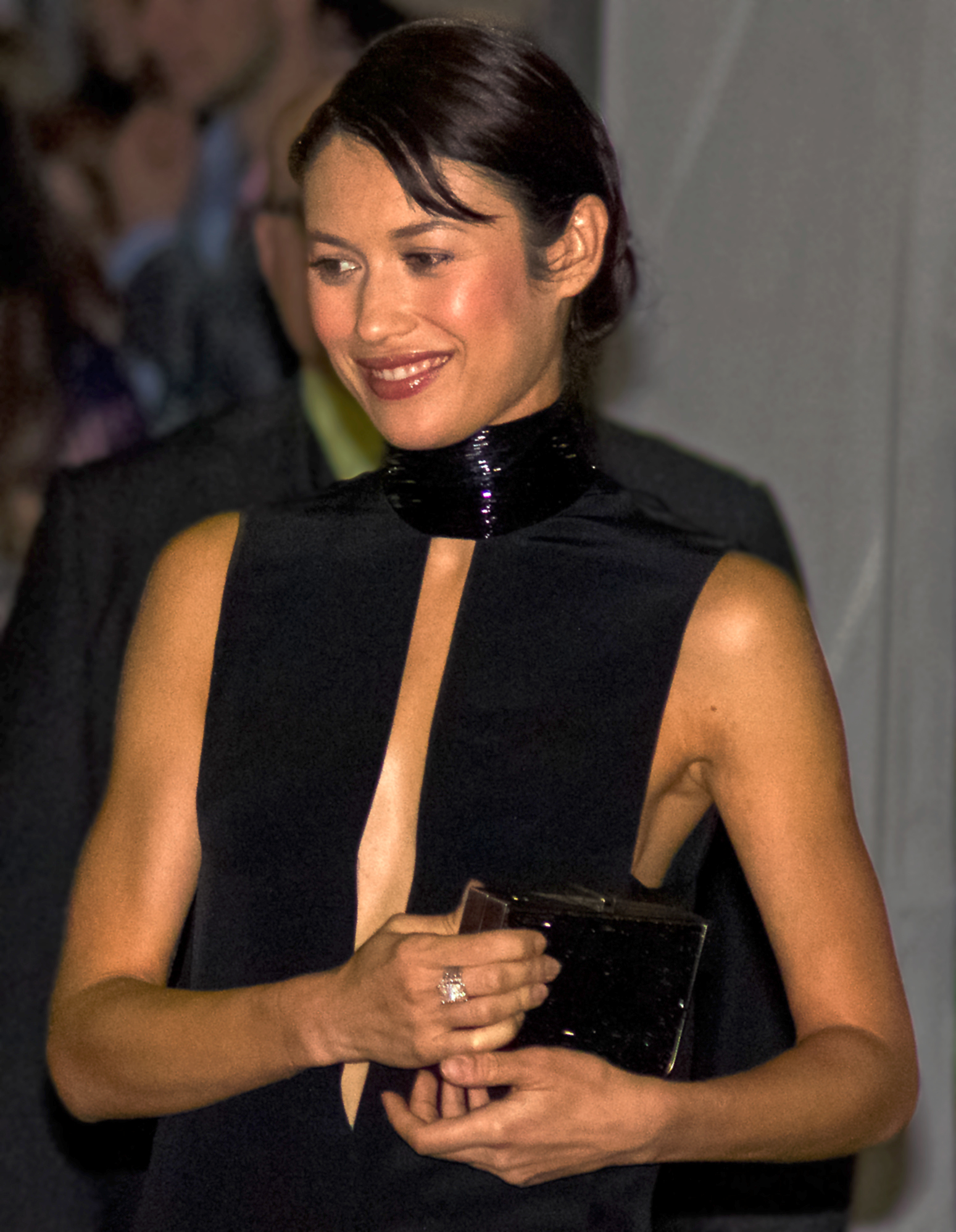
Ольга Куриленко на прем'єрі фільму «Сім психопатів» у 2012 році на Міжнародному кінофестивалі в Торонто

| Рік  | Нагорода                               | Категорія                          | Номінована робота | Результат |
| ---- | -------------------------------------- | ---------------------------------- | ----------------- | --------- |
| 2005 | Бруклінський міжнародний кінофестиваль | Найкраща кіноакторка               | Безіменний палець | Перемога  |
| 2008 | Сатурн                                 | Найкраща кіноакторка другого плану | Квант милосердя   | Номінація |
| 2009 | Імперія                                | Найкраща кіноакторка               | Квант милосердя   | Номінація |
| 2012 | Спілка кінокритиків Бостона            | Найкращий акторський склад         | Сім психопатів    | Перемога  |
| 2012 | Спілка кінокритиків Сан-Дієго          | Найкращий акторський склад         | Сім психопатів    | Номінація |